# Hemsö fästning
Hemsö fästning är en försvarsanläggning vid Ångermanälvens mynning. Värnpliktiga vid Härnösands kustartilleriregemente (KA 5) i Härnösand gjorde fem månader av sin militärtjänstgöring på Hemsön fram till 1989 då anläggningen slutligen togs ur drift och övergick till en övningsanläggning fram till 1992.

## Historia
Beslutet om fästningens uppförande togs 1914 och 1917 påbörjades det. Redan 1918 avbröts dock arbetet för att återupptas 1921 med redan beviljade medel. Den blev dock inte klar och lades i materielberedskap 1925, fram till andra världskriget då den färdigställdes. Den bestod av flera militära anläggningar på Hemsön, tillhörande dåvarande Kustartilleriet. Bland annat ingick två bergsanläggningar - det lätta batteriet på Havstoudd samt tunga batteriet på Storråberget. Hemsö fästning var en av Kalla krigets största försvarsanläggningar längs den norrländska kusten. Anläggningarna var topphemliga och Hemsön var under den här tiden förbjuden mark för utländska medborgare. 
Det tunga batteriet på Storråberget byggdes 1953–1957 och består av ett 15,2 cm batteri i dubbellavettage. De tre dubbelpjäsernas räckvidd var drygt 20 kilometer. I skalskyddet ingick tre luftvärnspjäser samt en omfattande utbyggnad av bland annat skyttevärn och granatkastarställningar. Anläggningen rymmer en personalstyrka på 320 man och var då den byggdes tänkt att klara ett kärnvapenanfall samt kunna vara självförsörjande under 90 dagar. Således finns utrustning och utrymmen för detta, till exempel kök, matsalar, förråd, logement, vatten- och luftrening, dieselelverk, sjukvårdssal och rum för stabsfunktioner och eldledning. 
Det lätta batteriet på Havstoudd uppfördes några år senare och det rymde 112 man - även det var skyddat mot atomvapen. Ett tredje batteri, även det ett lätt batteri av samma typ som Havstoudd, fanns i närheten av lotsstugan på Härnön. Batterierna hade som uppgift att skydda Härnösands hamn samt flottans basområde i Ångermanälvens inlopp. 
År 1989 muckade de sista värnpliktiga på Hemsö fästning och 1998 blev det ett statligt byggnadsminne. Anläggningarna ägs av svenska staten och förvaltas av Statens fastighetsverk. Sommaren 2005 öppnades ett museum på tunga batteriet på Storåberget. På lätta batteriet på Havstoudd finns sedan 2006 en konferensanläggning.

## Kommendanter
- 1917–1919: Olof Widmark
- 1919–1920: Leonhard Key
- 1921–1926: Carl Falck
- 1926–1931: Hilding Wahlberg
- 1931–1937: Gustaf Lunding
- 1937–1942: Ragnar Isaacsson